# Sawt el Atlas
Sawt el Atlas (traduisible par la voix de l'Atlas), est un groupe franco-marocain de raï, qui s'est notamment distingué avec le single Ne me jugez pas, disque d'or en 2000. Ils viennent de Blois dans le Loir-et-Cher (41) entre Orléans (45) et Tours (37) : Centre Val de Loire.

## Discographie

### Albums
- 1996 : Généraliser
- 2001 : Donia

### Singles
- 1996 : Ragga Raï
- 1999 : Ne me jugez pas
- 2001 : Le soleil de ma vie

### Contributions
- 1997 : Amulet (Natacha Atlas featuring Sawt el Atlas)
- 1999 : Mistaneek (Natacha Atlas featuring Sawt el Atlas)